# La Guaita de Pregones
La Guaita de Pregones és una masia de Santa Maria de Merlès (Berguedà) declarada bé cultural d'interès nacional.

## Descripció
Masia amb una torre de planta quadrada que possiblement correspon a la part més antiga de l'edifici, coberta a quatre vessants. Adossada a la torre fou bastida la masia de planta baixa i dos pisos amb teulada a dues vessants i el carener perpendicular a la façana. A la façana principal s'obre un porxo d'arcs de mig punt a la planta baixa i galeries als altres dos pisos.

## Història
A l'entrada de la masia s'hi llegeix:
"Guaita de Pregones Feudal
en el pregon del Bosc s'alça
segles del Vell Esperit Pairal
fet d'Amor i d'Esperança"
amb les següents dates: 1187 (primeres notícies documentals sobre la masia) i 1776-1779 (construcció de l'edifici actual). L'any 1979 la masia fou restaurada pel seu propietari.